# شتالاج الثامن-سي
```
شتالاج الثامن-سي
 
معسكرًا أسرى
 
حرب
 
ألماني في
 
الحرب العالمية الثانية
، بالقرب من ساجان، ألمانيا، (الآن 
زاجان
، بولندا). كانت مجاورة ل
شتالاج لوفت 3
 الشهير، وتم بناؤها في بداية الحرب العالمية الثانية، على مساحة 
48 هكتار (120 أكر)
.
```

## تاريخ المخيم
تم بناء المعسكر في سبتمبر 1939 لإيواء عدة آلاف من السجناء البولنديين من هجوم ألمانيا عام 1939. في انتهاك لا يرحم لاتفاقية جنيف الثالثة، حُرم معظم هؤلاء السجناء من وضع أسرى الحرب في يونيو 1940 وتم نقلهم إلى معسكرات العمل. 
أخذ الجنود الفرنسيون والبلجيكيون أسرى خلال معركة فرنسا، وحل العديد منهم من الجزائر والمغرب والسنغال. في عام 1941 وصل المزيد من السجناء من حملة البلقان معظمهم من البريطانيين والكنديين واليونان ويوغوسلافيا. وتبعهم سجناء سوفيت من عملية بربروسا. في أواخر عام 1941، كان ما يقرب من 50000 سجين مزدحمين في الفضاء المصمم لثلث هذا العدد. كانت الظروف مروعة، وتسببت المجاعة والأوبئة وسوء المعاملة في خسائر فادحة في الأرواح. بحلول أوائل عام 1942، تم نقل السجناء السوفييت إلى معسكرات أخرى، خاصة إلىشتالاج الثامن-إي، Neuhammer.
في منتصف سبتمبر 1943، بدأت أعداد أخرى من السجناء البريطانيين وأنزاك وجنوب إفريقيين في الوصول بالقطار من إيطاليا. تم القبض على معظم هؤلاء الرجال خلال حملة الصحراء الغربية في شمال أفريقيا، ومنذ ذلك الحين تم احتجازهم في إيطاليا موسوليني. ومع ذلك، بعد أنباء عن الهدنة الإيطالية، تم توجيه القوات الألمانية للاستيلاء على إدارة معسكرات الاعتقال الإيطالية، وفي غضون أسابيع، بدأت عملية أخذ أسرى الحلفاء. لنقلهم شمالا إلى ألمانيا؛ تم إرسال العديد إلى شتالاج الثامن-سي.

## روابط خارجية
- Sorsby، John Lesley. "Account of forced march from Stalag 8C : 8 February—10 March 1945". BBC WW2 People's War. مؤرشف من الأصل في 2019-08-24.
- Stalag VIIIC لقطات فيديو حديثة[وصلة مكسورة]
- Stalag VIIIC ومتحف Stalag Luft 3 POW Camps في Zagan ، بولندا